# 馬克西米連·羅伯斯比爾
馬克西米連·法蘭索瓦·馬里·伊西多爾·德·羅伯斯比爾（法語：Maximilien François Marie Isidore de Robespierre；1758年5月6日—1794年7月28日），法国政治家、律师，被广泛认为是法国大革命中最具影响力与最具争议性的人物，是雅各賓專政时期（1793年—1794年）的实际最高领导人。
他曾是1789年法國三級會議、國民議會代表和雅各賓俱樂部的成員，主張男性普選權及對常見食品實施價格管制，並於1794年成功的在法國殖民地廢除奴隸制。受到18世紀啟蒙時代知識分子盧梭和孟德斯鳩等人的影響，罗伯斯比尔走左派資產階級路線，反對去基督教化。他堅定地遵守和捍衛他的主張，在當時一度贏得了「不可腐蚀者」的綽號（法語：l'Incorruptible）。法國歷史學家阿尔贝·马蒂耶在1920年代把羅伯斯比的名聲推至頂點，將他塑造成窮人和被壓迫者的辯護人、保皇黨和腐敗政客的敵人、法蘭西共和國的守護者。
在他被政治盟友喬治·丹敦提名為握有重權的救国委员会委員後，他在1793年3月鎮壓了左翼的埃貝爾派。同年7月27日熱月政變發生，次日羅伯斯比爾被逮捕處決，反雅各賓派政客掌權，視羅伯斯比為恐怖統治的元兇。至今羅伯斯比爾的地位仍然是研究法國大革命的歷史學家們激烈辯論的議題。

## 早年
馬克西米連·羅伯斯比爾於1758年5月6日在法蘭西王國阿圖瓦阿拉斯出生，其父法蘭索瓦·德·羅伯斯比爾曾擔任修士，而後離開修道院成為律師，延續家族深厚的法学傳統；其母雅克利娜·瑪格麗特·卡羅是當地啤酒商之女。這對新婚夫婦衣食無虞，在馬克西米連出生後兩年，又接續誕下兩名女兒，名為夏洛特與昂里埃特。1763年1月21日，第四個孩子奥古斯坦·罗伯斯庇尔誕生。翌年7月7日，其母雅克利娜誕下第五子，然嬰兒旋即夭折，雅克利娜亦於16日去世。其父法蘭索瓦喪妻後繼續在阿拉斯擔任律師，然後開始四處遊歷，往返阿拉斯與其他地區，直到1778年徹底失去蹤跡。四名孩子早在父親失蹤前就被後者拋棄，其中兩名女孩分別被姑姑扶養，而馬克西米連與其弟奥古斯坦則由外祖父亨利·卡羅照料。
1765年，羅伯斯比爾開始在阿拉斯中學就讀。他在學校形單影隻，不喜參與同學間的玩耍與遊戲，好養鳥與收集圖片。1769年，羅伯斯比爾得到親戚的幫助，錄取聖瓦斯特修道院赴巴黎路易大帝中学學習的獎學金名額。其入學後為五年級生，在校勤奮好學，但生活窘迫，延續童年的孤僻。他在此期間除閱讀課內書籍外，還研讀卢梭的《爱弥儿》、《社会契约论》等著作，深受其影響。1775年，羅伯斯比爾因成績優異被校方選中，前往新任國王路易十六的入城儀式為其致頌詞。1780年7月31日，羅伯斯比爾被巴黎學院法律系錄取，於次年5月15日獲得學士學位。同年夏，他通過律師資格，返鄉後將路易大帝中学的學生資格轉給弟弟奥古斯坦。此時他的外祖父母與妹妹昂里埃特已去世，姑姑們皆嫁為人婦，除小妹夏洛特外已無共同居住的親人。

## 律師生涯

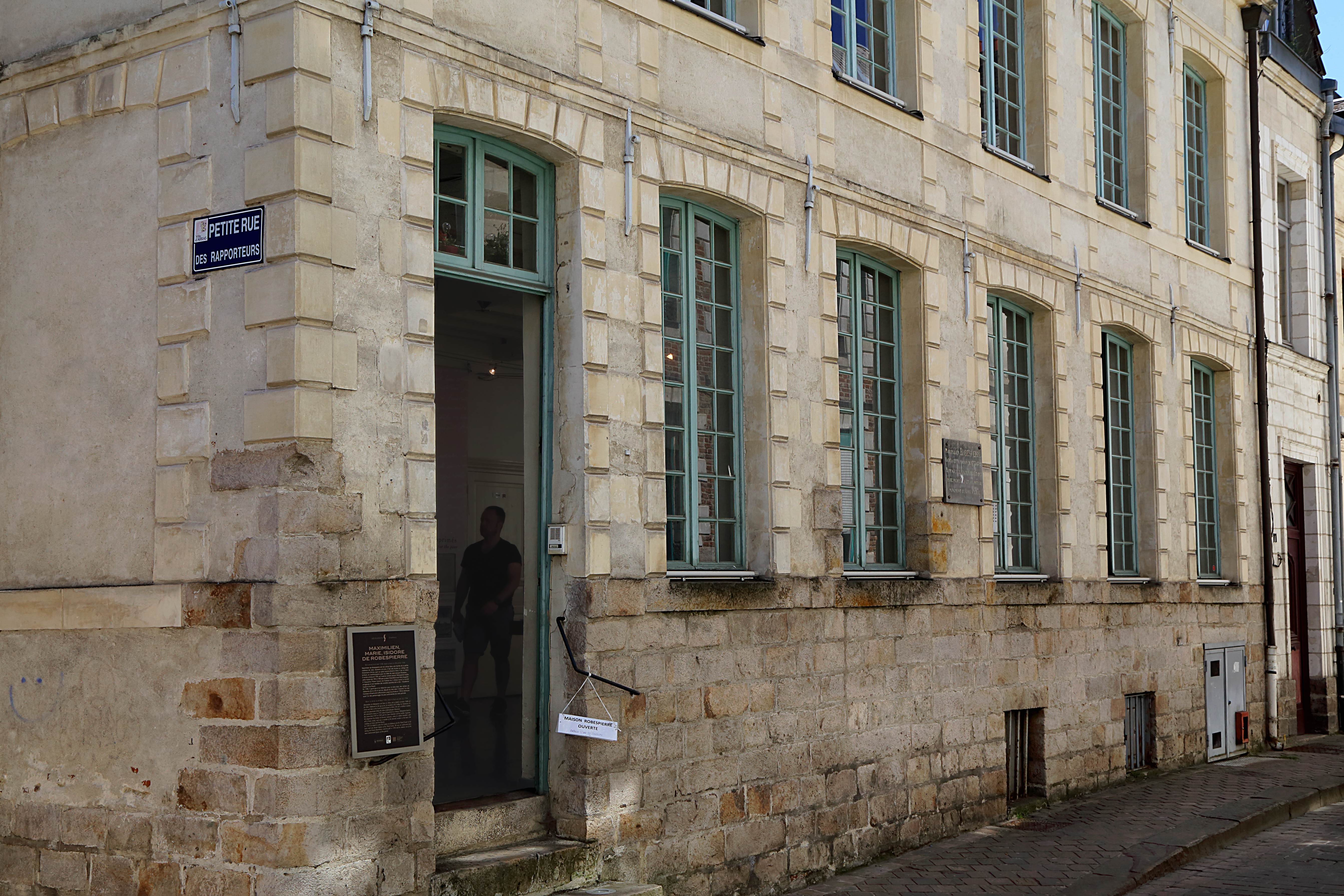
羅伯斯比爾在阿拉斯的住所

1781年11月8日，羅伯斯比爾被阿拉斯法院錄用。次年1月16日，他首次在法庭上為當事人辯護，但因論理與當時法理相悖敗訴。同年3月9日，他被任命為阿拉斯主教法庭的五名法官之一，並逐漸穩固其在當地法律界的地位。其後，羅伯斯比爾因參與「避雷針案」聲名鵲起，漸為公眾及上層人士所知。該案起於圣奥梅尔律師德·維塞里在其居所安裝避雷針，遭鄰人與地方官員強令拆除後，聘任比薩爾為律師上訴。後者則委託羅伯斯比爾出庭陳詞，令羅伯斯比爾依照其撰寫的書狀為維塞里辯護，最終勝訴。羅伯斯比爾因這篇主要由比薩爾撰寫的陳詞而聲名大噪後，於1783年11月15日因比薩爾等人引薦成為阿拉斯學院院士，開始撰寫非法律領域的著作。他數次投書徵文比賽，但表現平庸。其後，他繼續執業，但未再遇如「避雷針案」一般令他聲明大噪的大案。1786年2月4日，他被同僚一致推舉為阿拉斯文學院院長，並於同時期成為「阿拉斯玫瑰詩社」成員。
之後，羅伯斯比爾逐漸對律師生涯心灰意冷，其接案頻率遠不及其他精英同行，並開始脫離原社交圈。他設想離開阿拉斯，前往巴黎謀求更好的工作。1788年7月5日，法國國家行政法院頒布公告，邀請學者與有志之士向司法大臣提供對三级会议的建議。羅伯斯比爾不落人後，但他選擇重點批判阿圖瓦省的三級會議，而非全國。他發表《吿阿圖瓦省人民書——論改革阿圖瓦三級會議的必要性》，抨擊三級會議只不過是少數人攫取屬於大眾權力的機構，提到機構裡的成員無論是貴族、教士還是平民，都無法代表自身階級的大多數人，直呼這些人只是「陰謀家與卑鄙的掠奪者」，並舉出大量濫用公款的例子。

## 議會代表
1789年1月24日，法國國王路易十六宣布召開三级会议，將舉行時點定於同年4月27日。羅伯斯比爾聽聞後開始競選，向阿圖瓦的選民推廣其理念，並屢次讚揚路易十六與財政大臣雅克·内克尔，請求其實施改革。其成功当选为第三等级代表，1789年5月离开阿拉斯。在凡尔赛期间，他曾发言提议教会代表与第三等级联合，而在一位主教以救助饥荒为由劝说第三等级与一二等级合作时，他发言抨击教会生活奢侈。尽管他的演说不像米拉波等代表那样富于个人魅力，但他演讲的水準迅速提高，在三级会议及制宪会议期间共发言276次，在代表中排第20位。他在演讲中支持男性公民普选权、反对国王否决权、支持赋予犹太人民权、呼吁废除奴隶制和死刑，反对新闻审查，但并未发言反对禁止工人组织工会并举行罢工的法案。他的提议很少被采纳，但迅速为他在全国赢得了极高声望，使他获得了“不可腐蚀者”的称号。
他当时的另一个主要活动场所是雅各宾俱乐部。在这里他的影响更为明显，1791年，當他們對革命的進程感到震驚，包括羅伯斯庇爾和他的朋友阿德里安·迪波尔、 安托萬·巴納夫和亚历山大·德·拉梅特創立了斐揚俱樂部，在當時是雅各賓俱樂部的左派，逐步取代了由拉法耶特侯爵及米拉波伯爵領導立場保守右派的君主立宪派，成為雅各宾俱乐部主導的力量。1791年6月，路易十六和王室成员企图潜逃被发现，罗伯斯比尔在制宪会议要求废黜国王，但表示并不支持建立共和国。制宪会议决定宣布路易十六无罪后，他起初支持科德利埃俱乐部在练兵场举行抗议请愿，但随后说服雅各宾俱乐部撤回支持。7月17日的练兵场惨案后，以拉法耶特为首的君主立宪派和雅各宾俱乐部彻底决裂，罗伯斯比尔成为雅各宾派的领袖之一。

## 战争和审判国王
1791年9月3日，制宪会议通过宪法，30日会议解散。由于罗伯斯比尔的提议，包括他本人在内的原制宪会议成员不能参加新成立的立法会议选举。他在制宪会议结束后返回故乡阿拉斯，直到11月才回到巴黎。在此期间，奥地利和普鲁士组成了第一次反法同盟戰爭，战争的阴云笼罩着法国。立法议会中吉伦特派的领袖之一布里索呼吁惩罚逃亡贵族并直接向列强发起主动进攻。国王和王后希望依靠外国势力恢复昔日的王权，也同样积极支持法国表现出强硬态度。
罗伯斯比尔返回巴黎后起先也拥护吉伦特派的好战立场，但随后改变了看法，从12月初起与布里索展开了长达数月的激烈辩论。除在雅各宾俱乐部发表演讲外，他还创办了《宪法保卫者报》表达自己的观点。他声明自己并非反对一切战争，但指出法国并未做好战争准备，人民手中缺乏武器，而军队掌握在贵族手中，而宫廷阴谋推翻革命，真正的敌人其实在法国内部。他驳斥了布里索等人向欧洲输出革命的说法，指出外国民众不会热情地欢迎侵略者。他强调战争会大大限制自由民主，而很容易引向军事独裁。
尽管罗伯斯比尔继续得到雅各宾俱乐部的支持，但当时的巴黎并不欢迎他的反战言论，他的声望一度降低，而法国最终在1792年4月20日向奥地利宣战。战争爆发初期，法国部队接连失利，而王室也和吉伦特派发生激烈冲突。罗伯斯比尔起初仍然主张维持君主立宪制，反对通过起义实现共和，希望通过立法会议争取民主，但在7月开始逐渐向准备起义的科德利埃俱乐部靠拢，8月8日终于再次提出废黜国王。
1792年8月10日，巴黎人民起义，攻入王宫并推翻了王政。罗伯斯比尔并未直接参与起义，随后也拒绝了审判阴谋者的法庭庭长职务。但以巴黎公社代表的名义对立法会议施加影响。9月2日，凡尔赛被包围的消息传道巴黎后，巴黎民众担心监狱中的保王党和拒绝宣誓的教士进行报复，闯入监狱私刑处死了一千多名犯人，史称九月大屠杀。罗伯斯庇尔似乎并未煽动或设法阻止屠杀，但在此期间，他曾指控布里索阴谋与王室勾结。布里索在丹东和佩蒂翁的保护下幸免于难。
同年9月21日，法国成立新的国民公会，次日宣布成立共和国。罗伯斯比尔作为巴黎代表中得票最多的候选人进入国民公会，领导雅各宾派反对吉伦特派。12月，审讯国王，他发言11次，强烈要求处死国王路易十六，當中最著名演講稿，是《路易必須死，因為共和國必須生》，其中有：
|  | 「路易十六曾經是國王，而共和國也建立了。此一事實，解決了問題。路易是被他本身的罪行推翻，他密謀對共和國不利，如果他不被定罪，共和國就永不會被釋放。主張審訊路易十六的人，是在質疑革命。如果他受审，就有可能開釋，他就有可能無辜。但如果他無辜，革命又是什麼呢？如果他無辜，我們豈不都犯了誹謗？路易必須死，因為共和國要生。」 |

## 雅各宾专政

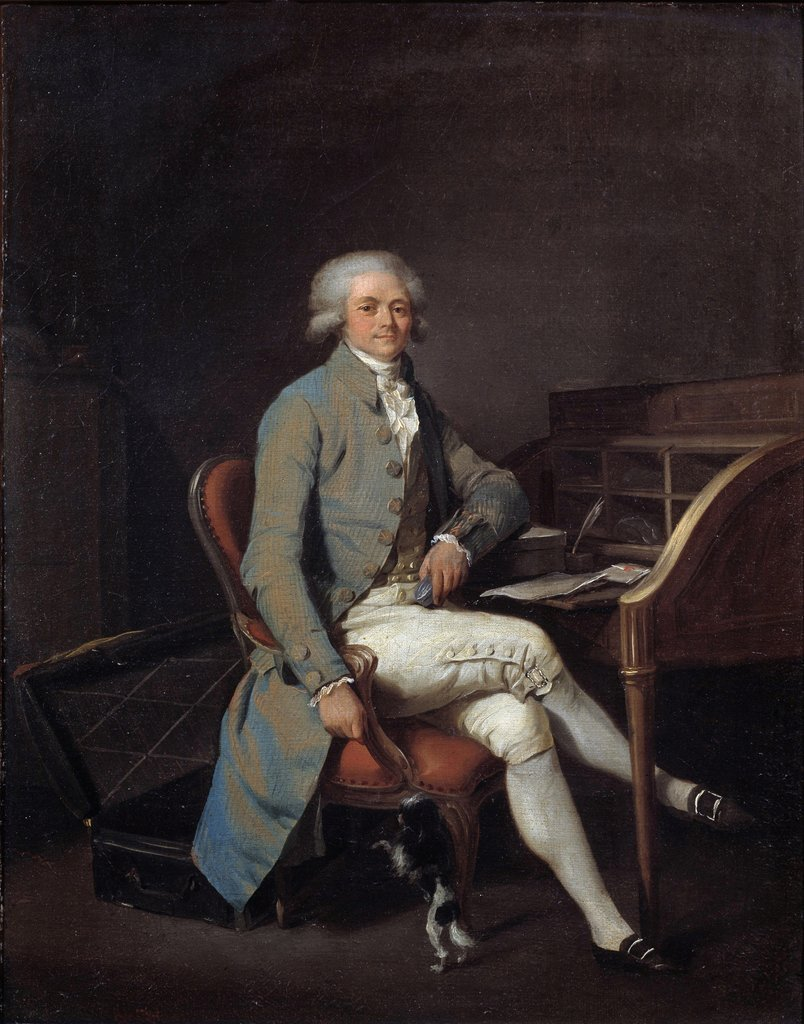
罗伯斯庇尔肖像画

1793年4月，国民公会开始迫害革命公社，逮捕让-保尔·马拉。5月26日，罗伯斯庇尔号召人民进行起义，清除国民公会中的吉伦特派。6月4日，他当选为新国民公会的主席，主持通过新宪法，保障公民享有人身、信仰、出版、请愿、结社的自由，有受教育和受社会救济的权利，规定如政府侵犯人民权利，人民有权起义。
7月13日，马拉被吉伦特派的拥护者夏绿蒂·科黛刺杀，26日國民公会授权救国委员会逮捕可疑分子，27日罗伯斯比尔参加救国委员会，改组革命法庭，简化审判程序，实行雅各宾专政，以革命的恐怖政策惩罚罪犯和革命的叛徒，史称“恐怖统治”，许多无辜的人都被诬告并杀害，成千上万人被送上断头台。革命法庭在雅各宾派主政时期基本失去了审判的作用，许多被告人刚刚坐到椅子上便被宣判了死刑，根本没有为自己辩护的机会，处死的人包括国王的亲属和大部分贵族，有人批评这种政策为“诛九族”，违反人道。
救国委员会新组建革命军，一方面平定内乱，一方面击败外国干涉军，先后击退普鲁士、奥地利、英国和荷兰的联军。1794年2月，颁布“风月法令”，没收“人民公敌”的财产，分配给爱国者。救国委员会在主张激进政策、要求扩大恐怖的埃贝尔派和主张宽容、放松镇压的丹东派之间保持平衡，将两派领袖均送上断头台。同时雅各宾派通过一系列强硬手段稳住暴跌的指券币值，保证巴黎的粮食供应，使得法国在吉伦特派主政时期几乎崩溃的社会局势重新稳定了下来。
罗伯斯比尔在抨击天主教会的同时也反对非基督教化运动，怀疑无神论者的动机。1794年5月7日，他在国民公会提交《关于最高主宰崇拜和国家节日法令草案》，体现了卢梭的影响。最高主宰日的庆典活动在6月8日举行，由画家大卫设计安排。当时担任国民公会主席的罗伯斯比尔发表演讲，焚毁了象征无神论和虚无的偶像。

## 热月政變與死亡

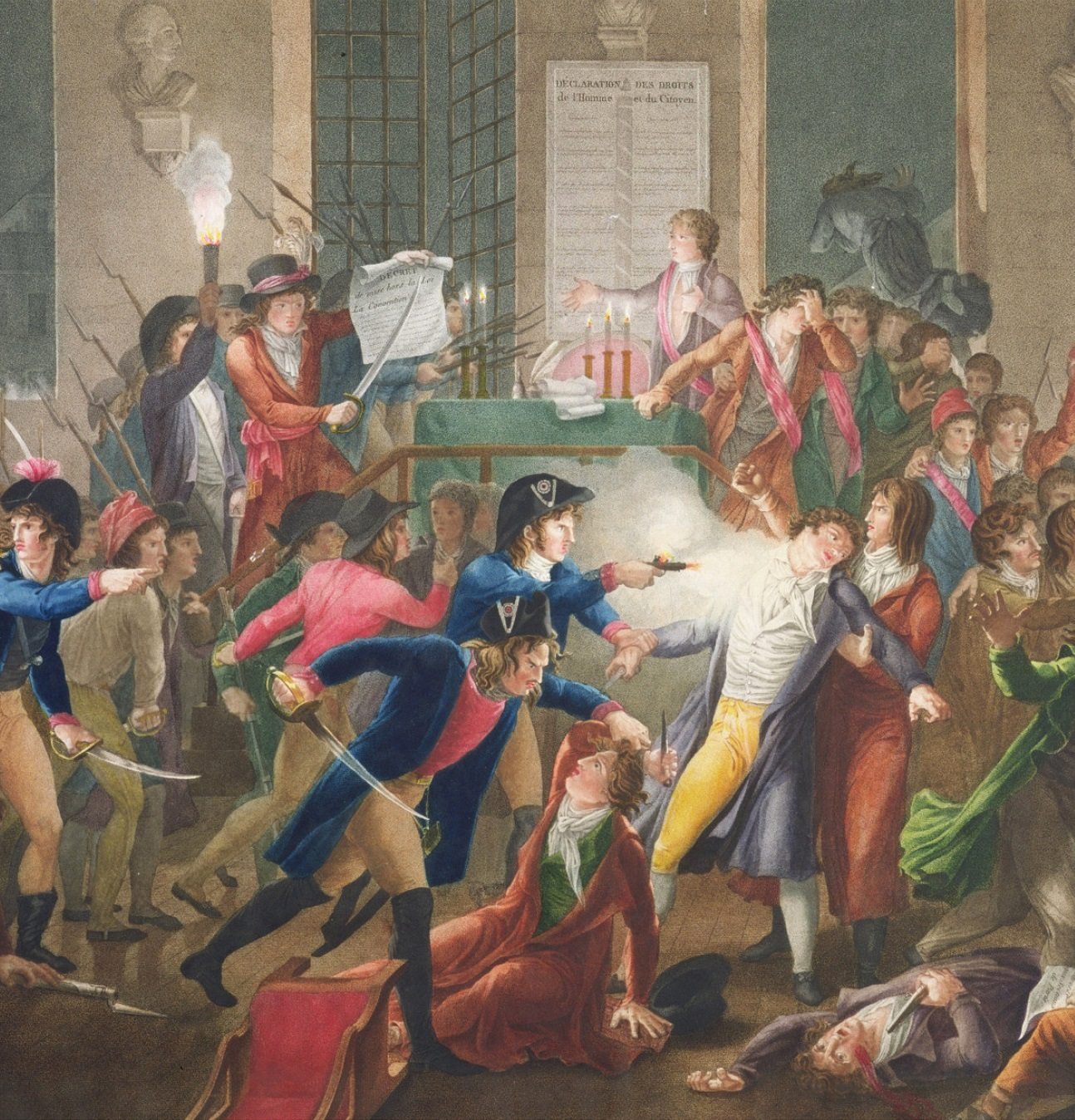
一副表现热月政变的绘画。此图片中罗伯斯庇尔被一支手枪击中

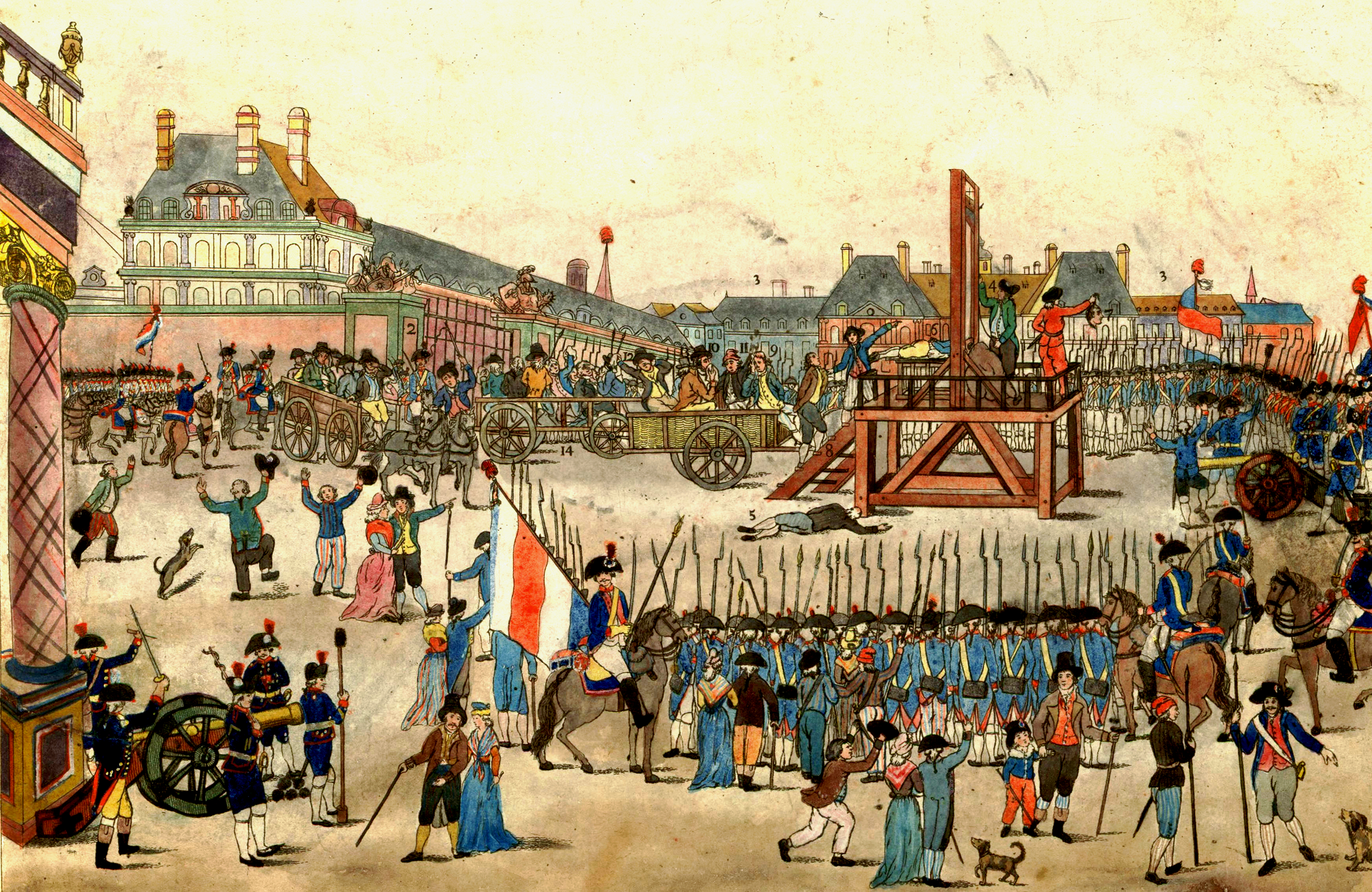
罗伯斯庇尔等人遭到處決

1794年7月初，罗伯斯庇尔开始停止参与救国委员会的工作。7月26日，他去国民公会发表了四小时的演讲，在演讲中他说要清除国民公会和救国委员会中的阴谋家和骗子，这引发了议员们的极大不安，许多人要求他报出阴谋家的名字，但罗伯斯庇尔拒绝这么做。7月27日（热月9日），圣鞠斯特准备在国民公会发表演讲，他的演讲稿虽然批评了国民公会，但并未提出要逮捕任何议员，具有妥协精神。不过他的发言刚刚开始便被愤怒地打断，国民公会随即通过逮捕罗伯斯庇尔及其支持者的法令，雅各宾派成员被当场拿下。巴黎国民自卫军听闻政变消息后调集武装成功解救罗伯斯庇尔，不过人民对于恐怖统治已经厌倦，失去民心的雅各宾派无力反扑议会。国民自卫军在夜深后因为收不到明确命令逐渐散去。同日，国民公会宣布剥夺罗伯斯庇尔的公民权，公会卫队前往逮捕他，过程中其下颚被子弹击中。經過不到半小時的審判，革命法庭宣布判处他死刑，次日下午罗伯斯庇尔和圣鞠斯特、库东等追随者總共22人一起被送上断头台。这一事件史称热月政变。

## 评价和影响
罗伯斯比尔是法国大革命中最有争议的人物之一，直到今日，除了在蒙特勒伊（巴黎郊區）一個羅伯斯庇爾地鐵站的和幾個街道約二十個鎮以他的名字命名外，在法蘭西沒有他的紀念館或紀念碑。由于他的手稿和笔记未能全部保存下来，为研究工作带来了很大困难，而对他的评估也往往反映出评论者本人的意识形态。
有些人认为他过于理想主义或思想僵硬，缺乏实际行动能力，但另一些人则认为他善于审时度势，能够抓住适当时机采取行动。批评者称他自我中心、疑心过重、不通人情；支持者则称赞他廉洁正直、目光敏锐，以国家和革命为重。一些人批评他见风使舵，不断改变立场，但也有人认为他坚持的原则和目标始终未变，只根据形势选择达到目标的不同手段。一般认为他在热月期间表现失常，引起国民公会恐慌，造成自己的失败。一些人猜测他当时对革命丧失信心，因此采取自毁行为，也有人批评他愚蠢无能，自作自受。
罗伯斯比尔在恐怖统治时期扮演的角色是争议最大的问题。批评者认为他是恐怖统治的理论家，极端残忍，双手沾满鲜血，应为恐怖时期大量无辜者遇害负责。部分支持者则指出富歇和俾约-瓦伦等人杀人如麻，远远超过罗伯斯庇尔，认为他在救国委员会实际起到了节制激进派的作用。包括拿破仑在内的一些同时代人认为他在热月期间本打算节制恐怖，惩罚滥杀无辜的富歇等人，才导致后者与右派联合，但一些学者对此提出质疑。一些支持者认为法国当时内忧外患，实施恐怖专政不可避免，但批评者则认为恐怖开创了危险的先例，得不偿失。
罗伯斯比尔在法国和世界历史上影响深远，19世纪很多欧洲革命家都对他怀有敬意，如路易·奥古斯特·布朗基。一些批评者认为雅各宾专政是一些专制制度的前身，如法西斯主义、共产主义等。罗伯斯比尔与法西斯之间是否存在一脉相承的关系尚无定论，但鉴于俄国十月革命之后不久便为罗伯斯比尔立碑，布尔什维克领袖根据法国大革命的经验创造人民民主专政的说法似乎是具备说服力的。由于法国大革命的影响至今尚未消除，学术界仍很难在评价罗伯斯庇尔时达成一致。

## 註腳
1. ↑  Thompson, J. M. "Robespierre," vol. I, p. 174, Basil Blackwell, Oxford: 1935.
2. ↑  Albert Mathiez, "Robespierre: l'histoire et la légende," Annales Historiques de la Révolution Française (1977) 49#1 pp 3–31.
3. ↑  Pierre Serna, La République des girouettes: 1789–1815... et au-delà : une anomalie politique, la France de l'extrême centre, Éditions Champ Vallon, 2005, 570 p. (ISBN 9782876734135), p. 369.
4. ↑  Albert Mathiez, « Robespierre terroriste », dans Études sur Robespierre, 1988, p. 63 et 70, et Jean-Clément Martin, Violence et Révolution. Essai sur la naissance d'un mythe national, 2006, p. 224.
5. ↑  瓦爾特（2017年），第4-5页
6. 1 2  McPhee（2012年），第4页
7. ↑  瓦爾特（2017年），第6-7页
8. ↑  斯科爾（2018年），第22-23页
9. ↑  瓦爾特（2017年），第8页
10. ↑  瓦爾特（2017年），第9页
11. ↑  瓦爾特（2017年），第16页
12. ↑  斯科爾（2018年），第25页
13. ↑  McPhee（2012年），第25页
14. ↑  馬德林（2016年），第165-166页
15. ↑  斯科爾（2018年），第39页
16. ↑  瓦爾特（2017年），第20页
17. 1 2  瓦爾特（2017年），第21页
18. ↑  瓦爾特（2017年），第23页
19. ↑  瓦爾特（2017年），第26-28页
20. ↑  斯科爾（2018年），第50-51页
21. ↑  瓦爾特（2017年），第33页
22. ↑  瓦爾特（2017年），第38-39页
23. ↑  瓦爾特（2017年），第49-51页
24. ↑  斯科爾（2018年），第76-80页
25. ↑  瓦爾特（2017年），第52-54页
26. ↑  瓦爾特（2017年），第55-58页
27. 1 2  罗伯斯庇尔. . 巴黎: Paris E. Leroux. 1910-06-07: 1–399  [2023-03-15].
28. ↑  Marisa Linton, "Robespierre and the Terror," History Today, Aug 2006, Vol. 56 Issue 8, pp 23–29